# Stefan Maria Kuczyński
Stefan Maria Kuczyński, ps. Włodzimierz Bart (ur. 21 września 1904 w Borysławiu, Wołyń, zm. 30 marca 1985 w Katowicach) – polski historyk, mediewista, badacz epoki Władysława Jagiełły, autor powieści historycznych.

## Życiorys
Był synem lekarza wojskowego Tadeusza Kuczyńskiego. Studiował na Uniwersytecie Warszawskim filologię polską, prawo i historię, w 1932 uzyskał doktorat (Rządy litewskie na Siewierszczyźnie w II połowie XIV wieku, niepublikowane) pod kierunkiem Oskara Haleckiego. Pracował jako nauczyciel gimnazjów warszawskich, po habilitacji (Ziemie Czernihowsko-Siewierskie pod rządami Litwy). Otrzymał stopień doktora habilitowanego za pracę „Ziemie Północno-Krajowe pod administracją Litwy” (1937), po czym został profesorem nadzwyczajnym w Katedrze Historii Średniowiecza Europy Uniwersytecie Warszawskim jako docent. Nauczyciel gimnazjalny 1932–1944. W okresie okupacji brał udział w tajnym nauczaniu (ps. „Włodzimierz Bart”). Po wojnie był kolejno docentem na Uniwersytecie Jagiellońskim (1945), profesorem nadzwyczajnym Uniwersytetu Wrocławskiego (1946 – Kierownik Katedry Słowiańszczyzny Wschodniej), profesorem Uniwersytetu Łódzkiego (1954–1969; w latach 1957–1968 kierownik Katedry Średniowiecznej Europy Wschodniej), profesorem Uniwersytetu Śląskiego (1969–1982). W latach 1946–1948 Kuczyński był redaktorem naczelnym miesięcznika Śląsk, wydawanego w Jeleniej Górze. Obok pracy naukowej zajmował się działalnością wydawniczą. Wydawał jedno z pierwszych po wojnie czasopism naukowych miesięcznik „Nauka i Sztuka” oraz pismo „Śląsk”. Został pochowany na cmentarzu przy ul. Sienkiewicza w Katowicach.

## Zainteresowania badawcze
Interesował się głównie historią polityczną oraz historią wojskowości średniowiecznej. Pierwszym nurtem badawczym Kuczyńskiego były dzieje Wielkiego Księstwa Litewskiego. Drugi nurt zapoczątkowany po wojnie to stosunki polsko-krzyżackie.
W swoich pracach poddał krytycznej analizie niepochlebne opinie Jana Długosza odnoszące się do króla Władysława Jagiełły. Wykazał, wbrew opiniom niektórych historyków, że to król Władysław dowodził wojskami polsko-litewskimi w bitwie pod Grunwaldem. Był konsultantem naukowym filmu Krzyżacy.

## Członkostwo w towarzystwach naukowych
Kuczyński był członkiem: Komisji Historycznej PAU, Komisji Słowianoznawczej PAN, PTH, Łódzkiego Towarzystwa Naukowego, Wrocławskiego Towarzystwa Naukowego oraz ZLP.

## Wybrane publikacje
Bibliografia prac – Tadeusz Dubicki, Krzysztof Antoni Kuczyński, Profesor Stefan Maria Kuczyński (1904-1985), „Studia i Materiały do Historii Wojskowości” 30 (1988), s. 3-18.

### Prace naukowe
- Sine wody, Warszawa: skł. gł. „Libraria Nova” 1935.
- Ziemie Czernihowsko-Siewierskie pod rządami Litwy, Warszawa: zasiłek Funduszu Kultury Narodowej 1936. Prace Ukraińskiego Instytutu Naukowego. Seria Prac Komisji dla Badań Zagadnień Polsko-Ukraińskich, z. 2.
- Kto dowodził w bitwie pod Grunwaldem, Jelenia Góra 1947 (Odbitka: z kwartalnika „Nauka i Sztuka” t. 5).
- Śląsk Dolny w drugą rocznicę powrotu do Polski 1945-1947, 1947.
- O powstaniu wzmianki z r. 981 w „Powieści z lat doczesnych”, Wrocław: Wrocławskie Towarzystwo Naukowe 1955. Seria: Sprawozdania Wrocławskiego Towarzystwa Naukowego 8.
- Rozbiór krytyczny roku 1385 „Dziejów polskich” Jana Długosza, Warszawa 1958.
- Grunwald 1410-1960, Olsztyn: „Pojezierze”, 1959.
- Grunwald, Warszawa: „Arkady” 1960.
- Bitwa pod Grunwaldem, Katowice: „Śląsk” 1987, ISBN 83-216-0508-7.
- Król Jagiełło ok. 1351–1434, Warszawa: Wydawnictwo Ministerstwa Obrony Narodowej 1985, ISBN 83-11-07092-X (wyd. 2 1987).
- Wielka wojna z Zakonem Krzyżackim w latach 1409–1411, Warszawa 1980, ISBN 83-11-06262-5 (wyd. 4 popr.)
- Lata wojny trzynastoletniej w „Rocznikach, czyli kronikach” inaczej „Historii polskiej” Jana Długosza, t. 1-2, Łódź: Łódzkie Towarzystwo Wydawnicze 1964-1965.
- Miechowita jako historyk, Warszawa: Państwowe Wydawnictwa Naukowe 1965.
- Sienkiewicz a współczesna historiografia polska, Warszawa 1966.
- Rzeczywistość historyczna w „Krzyżakach” Henryka Sienkiewicza, Warszawa: Państ. Instytut Wydawniczy 1967.
- Karol Szajnocha, Jadwiga i Jagiełło 1374-1413. Opowiadanie historyczne, t. 1-2, wstęp: Stefan M. Kuczyński, Warszawa: Państwowy Instytut Wydawniczy 1969.
- Spór o Grunwald, Warszawa: MON 1972.
- Studia z dziejów Europy Wschodniej X-XVII w., Warszawa: Państwowe Wydawnictwo Naukowe 1965.

### Powieści
- Litwin i Andegawenka: powieść historyczna, Katowice: „Śląsk” 1974.
- Zawisza Czarny: powieść historyczna, Katowice 1980, ISBN 83-216-0054-9.

### Powieści historyczne dla młodzieży – wydane pod pseudonimem Włodzimierz Bart
- Pierścień z szafirem. Opowieść o Macieju z Miechowa, Warszawa: „Nasza Księgarnia” 1962.
- Grunwaldzkie miecze. Powieść historyczna dla młodzieży, Warszawa: Ludowa Spółdzielnia Wydawnicza 1966.
- Warneńczyk Warszawa: Ludowa Spółdzielnia Wydawnicza 1968.
- Przygody Kołatka Warszawa: Ludowa Spółdzielnia Wydawnicza 1970.